# Sportvereinigung Traktor
Die Sportvereinigung Traktor (SV Traktor) war eine Sportvereinigung innerhalb der DDR-Sports. Neben zwei bedeutenden Sportclubs (SC) waren die Betriebssportgemeinschaften (BSG) der SV Traktor vor allem abseits des Leistungssportsystems, oft unter dem Label „Landsport“ in der ostdeutschen Presse geführt, aktiv.

## Historie
Die SV Traktor wurde am 18. März 1951 in Hagenow gebildet. Die in ihr organisierten Sportclubs und Betriebssportgemeinschaften waren innerhalb der DDR bei der sogenannten IG Forst- und Landwirtschaft angesiedelt. Die unterstützenden Träger aus dem Wirtschaftsleben waren nicht zuletzt abseits der Städte die vielfach auf dem Land beziehungsweise in den Dörfern gelegenen Landwirtschaftlichen Produktionsgenossenschaften; in aller Regel im täglichen Sprachgebrauch als LPG abgekürzt.
Vor allem zwei Sportclubs der SV Traktor waren im Leistungssportsystems fest etabliert. Im Norden des Arbeiter-und-Bauern-Staates stellte der SC Traktor Schwerin dieses Leistungszentrum dar. Im Süden des zweiten deutschen Staates bildete der SC Traktor Oberwiesenthal junge Talente auf dem Weg in die nationale, europäische und globale Spitze aus, in der sie als sogenannte Diplomaten im Trainingsanzug für die DDR anzutreten hatten.
Auf BSG-Ebene verzeichneten 1965 die 4.000 Landgemeinschaften rund 800.000 Mitglieder. Im Fußballsport gehörten die Traktor-Mannschaften nicht zur Leistungsspitze. In der höchsten Spielklasse des DDR-Fußballs, der Oberliga, trat keine Elf unter diesem Namen an. Der ostdeutsche Fußballverband DFV organisierte ab Beginn der 1960er-Jahre den Pokalwettbewerb um den „Goldenen Traktor“ für die BSG der SV Traktor.